# Varsseveldse kopjes
De Varsseveldse kopjes is de benaming voor het dekzandreliëf rondom Varsseveld in de Nederlandse provincie Gelderland. Dit gebied strekt zich uit van Westendorp tot Sinderen, De Heurne en Lintelo. Het gebied wordt gekenmerkt door het voorkomen van een groot aantal dekzandkopjes. Deze kleine heuvels steken 1 tot 5 meter boven het omringende gebied uit.
Deze kopjes zijn ontstaan in de laatste ijstijd, het Weichselien. Toen heerste er in Nederland een zeer koud poolklimaat. Vegetatie was vrijwel geheel afwezig, waardoor de wind vrij spel had. Het zand dat door de wind werd verplaatst is toen als dekzand afgezet. Opvallend is dat het dekzand in dit gebied direct is afgezet in de vorm van dekzandkopjes. Ze zijn dus niet het gevolg van erosie van grotere dekzandruggen. Op de hoger gelegen dekzandkopjes vinden we van oudsher akkers. Door de eeuwenlange potstalbemesting zijn hierin enkeerdgronden gevormd. Verder vinden we in dit landschap podzolen en zandvaaggronden.
Omdat er rond Varsseveld een zeer groot aantal goed ontwikkelde dekzandkoppen bij elkaar voorkomen, is dit gebied aardkundig zeer waardevol.
Het kleinschalige duidelijk waarneembaar reliëfverschil in het landelijk gebied is gekoppeld aan een fraaie afwisseling van weiden in de laagtes, akkers op de kopjes, loof- en naaldbossen. Het is een karakteriek overblijfsel van het Oost-Nederlandse kampenlandschap met zijn eenmansessen.